# Marthe Reinkind
Marthe Reinkind (* 27. April 1988 in Tønsberg, Norwegen) ist eine ehemalige norwegische Handballspielerin, die für die norwegischen Erstligisten Bjørnar Håndball und Tertnes IL auflief.

## Karriere

### Im Verein
Reinkind hatte in ihrer Kindheit einen Babysitter, der Handball spielte. Davon inspiriert begann sie das Handballspielen beim IL Gneist. Im Jahr 2004 wechselte die Rückraumspielerin zum norwegischen Erstligisten Bjørnar Håndball. Für Bjørnar erzielte die Linkshänderin in der Saison 2005/06 100 Treffer. Im September 2006 musste sich Reinkind an der Schulter operieren lassen und pausierte anschließend sieben Monate. Nachdem Bjørnar am Saisonende 2006/07 abgestiegen war, schloss sie sich dem Erstligisten Tertnes IL an. In der Saison 2012/13 belegte sie mit 53 Treffern den dritten Platz in der Torschützinnenliste des EHF-Pokals. Nach dieser Spielzeit beendete Reinkind ihre Karriere.

### In Auswahlmannschaften
Reinkind bestritt 27 Länderspiele für die norwegische Jugendnationalmannschaft, für die sie 110 Treffer erzielte. Mit dieser Auswahlmannschaft gewann sie im Jahr 2005 die Silbermedaille beim Europäischen Olympischen Jugendfestival in Lignano Sabbiadoro. Im Jahr 2007 nahm sie mit der norwegischen Juniorinnenauswahl an der U-19-Europameisterschaft teil, die Norwegen auf dem zwölften Platz abschloss. Nachdem Reinkind nach diesem Turnier nicht mehr in der Juniorennationalmannschaft berücksichtigt worden war, absolvierte sie im Zeitraum zwischen 2009 und 2012 sechs Partien für die norwegische B-Nationalmannschaft.

## Sonstiges
Ihr Bruder Harald Reinkind spielt ebenfalls Handball. Im Sommer 2013 heiratete sie den Handballspieler Erik Bjørnsen.